# Bolsover District
Bolsover ist ein District in der Grafschaft Derbyshire in England. Verwaltungssitz ist die Stadt Bolsover; weitere bedeutende Orte sind Barlborough, Blackwell, Clowne, Glapwell, Pinxton, South Normanton und Tibshelf.
Der Bezirk wurde am 1. April 1974 gebildet und entstand aus der Fusion des Urban Districts Bolsover sowie der Rural Districts Blackwell und Clowne.